# Leineberg
Leineberg (finska Leineperi) är en landsby i den tidigare kommunen Kulla, nu Ulvsby, i Satakunta. Byn är mest känd som den bäst bevarade bruksbyn i Finland. 

## Bruksområdet
Huvudaxel i bruksområdet är Kullaån med en fors och en damm. Västerifrån leder en björkallé till området. Nedanför dammen ligger de centrala produktionsbyggnaderna, en masugn och en såg. Masugnen är en av fyra helt bevarade masugnar i Finland och är ensam i sitt slag. Dess nedre del är byggd 1826 och den har byggts till år 1861. Sågen består av en del i rödtegel från 1860-talet och en del i slaggtegel från år 1883. Från att ha varit en stångjärnssmedja byggdes den 1920 om till en såg. Med sin tekniska utrustning är den väl bevarad i ett för sågperioden representativt skick. På åns södra strand ligger bruksgården och smedernas bostäder i två rader på var sida av bruksgatan. Intill bostäderna finns också en ladugård i tegel som har en liten utställning över brukets historia. Alla dessa byggnader liksom stenbron är från 1860-talet. Intill masugnen står ett spannmålsmagasin i tre våningar ritat 1824 av arkitekten Charles Bassi. 

## Historia
Leinebergs by nämns första gången på 1630-talet och hade då en vattensåg och -kvarn. Senare blev byn ett frälsehemman och var 1642-1811 ett landbohemman under Anola gård i Nakkila. År 1769 övertog majoren Berndt Johan Hastfer Anola gård och grundade 1771 Fredriksfors bruk med två hammarsmedjor vid forsen i Leineberg. Det var avsett för förädling av tackjärn som hämtades från Sverige. Bruket hade rätt att tillverka bland annat bultar, järnband, spadar, järnspett och liar. År 1781 fick Hastfer tillstånd att grunda ett andra bruk 2,5 km längre ned längs ån som fick namnet Fredriksfors och Solla. Följande år uppfördes också en såg på bruket. I ån fanns som tidigare en såg och kvarn för böndernas behov. 
År 1787 uppförde den dåvarande ägaren Jonas Beckman en masugn. År 1818 övergick ägorätten till bruket till finska staten. För experiment med finska mineraler uppfördes 1826 en ny masugn. Staten var inte nöjd med tackjärnets åtgång och sålde därför bruket till den dåvarande ägaren av Kauttua bruk, Anders Henrik Falck. Under första hälften av 1800-talet växlade brukets ägare ofta. År 1858 köptes bruket av juristen K.J. Lönegren från Björneborg och med honom inleddes brukets storhetstid. I järnframställningen togs nya metoder i bruk och brukets byggnader rustades upp. En ny herrgårdsbyggnad uppfördes och investeringar gjordes i lantbruket. Då bruket drabbades av missväxtåren 1865-1868 blev de stora satsningarna övermäktiga för Lönegren och han sålde bruket år 1870. 
Efter några ägobyten köptes bruket år 1877 av industrimannen Antti Ahlström. Bruket omfattade då över 12 000 ha. Vissa förbättringar ägde rum i järnbruket. Den tidigare knipphammarsmedjan ändrades 1880 till en vattendriven såg. Den industriella verksamheten minskade under åren kring 1890 då det framgick att järnvägen mellan Tammerfors och Björneborg inte skulle dras genom Leineberg. Masugnen släcktes år 1891 och sågen stängdes 1892. All industriell verksamhet upphörde år 1902. Såväl smides- som sågverksamheten fortsatte i mindre skala under 1900-talet men upphörde definitivt på 1960-talet. Kärnbyggnaderna på bruksområdet restaurerades på 1990-talet och bruksområdet används därefter som turistmål.

### Webbkällor
Den här artikeln är helt eller delvis baserad på material från finskspråkiga Wikipedia, Leineperi, tidigare version.
- Byggda kulturmiljöer av riksintresse: Leinebergs bruk och samhälle